# Bunpō
Bunpō (japanska: 文保?, Bunpō), 1317–1319, är en period i den japanska tideräkningen. Kejsare var Hanazono och Go-Daigo. Shogun var Morikuni Shinnō.
När kejsare Hanazono abdikerade 1318 satt hans kusin Go-Uda under en kort tid vid tronen, innan Go-Daigo tog över.